# Méjannes-lès-Alès
Méjannes-lès-Alès település Franciaországban, Gard megyében. Lakosainak száma 1232 fő (2022. január 1.). Méjannes-lès-Alès Deaux, Mons, Monteils, Saint-Hilaire-de-Brethmas és Saint-Privat-des-Vieux községekkel határos.

## Népesség
A település népességének változása:
| Lakosok száma | 507  | 660  | 810  | 1026 | 1178 | 1222 | 1222 | 1195 | 1195 | 1232 |
|               | 1968 | 1982 | 1990 | 2006 | 2013 | 2015 | 2017 | 2019 | 2020 | 2022 |